# André-Georges Hamon
Pour les articles homonymes, voir Hamon.
André-Georges Hamon (18 janvier 1944 à Paris - 8 juillet 1999 à Rennes) est un écrivain et journaliste français d'origine bretonne.
Journaliste (Armor magazine, Sud-Ouest), il a publié plusieurs ouvrages spécialisés sur la chanson en Bretagne.

## Biographie
André-Georges Hamon naît le 18 janvier 1944 dans le 18e arrondissement de Paris.
D'une famille originaire de Pléneuf-Val-André, il s'investit dans les festivals folk entre 1975 et 1982. Il tisse des liens avec le milieu culturel breton et programme des artistes comme Gilles Servat, Tri Yann, Patrik Ewen, Claude Besson, Maripol, Myrdhin...
Il consacre plusieurs ouvrages aux artistes bretons : Maripol, la voix d'une femme celte (consacré à Maripol), Chantres de toutes les Bretagnes  (prix des écrivains bretons), Bretagne, je vous chante, La Voix du clan (consacré à Glenmor).
André-Georges Hamon meurt le 8 juillet 1999, âgé de 55 ans, des suites d'une longue maladie.

## Œuvres
- Maripol : la voie d'une femme celte, Kelenn, Guipavas, 1979. En 1980, cet ouvrage a reçu le "Prix Pascal Pondaven" à l’unanimité du jury  (Jean Marin, Hervé Bazin, Gwen-Aël Bolloré, Dr Georges Desse, Yves Grosrichard,, Paul Guimard, Per-Jakez Hélias, Louis Le Cunff, Charles Le Quintrec, Jean Markale, Henri Queffelec ). Un chapitre a été écrit par Alan Stivell.
- Chantres de toutes les Bretagnes : 20 ans de chanson bretonne, préface de Glenmor, Jean Picollec, Paris, 1981.
- Voix de Bretagne : florilèges, Ti ar sevenadur,  Maison de la culture de Rennes, 1982.
- Bretagnes, je vous chante, Collectif chanson Bretagne, Rennes, 1985.
- Bretagne, je vous chante, 1987.
- La Voix du clan Glenmor, Ubacs, Rennes, 1990.
- Le Chant de la chouette, Office de tourisme, Rennes, 1995.
- Adolescent, passage à l'acte, acte pictural, L'Harmattan, témoigne de son travail comme éducateur de jeunes en difficulté.

## Prix André-Georges Hamon
C'est en tant que directeur adjoint de la Direction départementale de la protection judiciaire et de la jeunesse d'Ille-et-Vilaine qu'il crée en 1991 le prix de bande dessinée Bulles en fureur, prix décerné par l'ensemble des DDPJJ de France et qui porte désormais son nom. Destiné à lutter contre l’illettrisme, la particularité de ce prix réside dans le fait que des milliers d'adolescents élisent un album parmi une sélection établie par des spécialistes BD.

## Hommage
Le Centre régional information jeunesse de Bretagne (CRIJ) a baptisé une salle de spectacle André-Georges Hamon dans la maison des jeunes « Le 4bis » à Rennes. 